# 재키 타일러
재키 타일러(Jackie Tyler)는 영국의 텔레비전 공상과학 드라마 《닥터 후》의 등장인물로, 카밀 코두리가 연기했다. 외계 시간 여행자 닥터의 여행 동반자인 로즈 타일러의 홀어머니로 현대 런던에 살고 있는 재키 타일러는 《닥터 후》의 2005년 부활 시리즈 첫 에피소드 "Rose"에서 처음으로 소개되었다. 재키는 드라마의 2005년과 2006년 시리즈의 정기 등장인물이었으며, 이후 2008년과 2010년에 1회 등장을 했다. 이 등장인물은 〈닥터 후〉뉴 시리즈 어드벤처 소설판과 《닥터 후 매거진》 연재 만화처럼 확장된 세계관 소재에서도 등장하고 있다.
시리즈 작중에서 재키는 딸이 닥터와 함께 시공간 여행을 떠나기 전까지 로즈와 함께 홀로 살고 있었다. 재키의 상실감과 두고 남겨진 모습은 바로 이어지는 에피소드에서 나타난다. 재키는 닥터와 가까이 있어서 위험에 빠지게 되자 로즈에게 끼친 닥터의 영향을 분하게 여긴다. 하지만 닥터가 재생성을 겪고 실질적으로 새 사람이 되었을 때 재키는 그와 좀 더 애정어린 관계를 가지게 된다. 재키 타일러는 2006년 시리즈 끝부분에서 로즈와 함께 등장을 멈추는데, 줄거리상 평행우주에서 세상을 떠났던 자기 남편의 반대쪽 세계 남편 (이쪽은 반대로 자신의 아내인 재키가 세상을 떠났음)과 함께 결혼한 것으로 보인다.
16년 간의 휴방기 (1989년 ~ 2005년) 후 텔레비전 시리즈를 부활시키는 과정에서, 총괄 프로듀서인 러셀 T 데이비스는 닥터의 동행자에게 믿을 만한 배경과, 과거와 미래로 가는 그 동행자의 여행에 정황을 부여하고 싶어했다. 시리즈가 현실에 계속 기반을 두도록 재키 캐릭터가 로즈의 현/전 남자친구인 미키와 함께 만들어졌다. 데이비스는 재키를 서술해내는 과정에서 희극과 비극적인 요소를 모두 집어넣었다. 타일러 가족이 이탈한 것에 따라 데이비스는 재키가 장차 등장할 때 로즈와 함께 되돌아오도록 하길 바랬다. 일각에서 호감가지 않는 특성들을 잡아냈긴 했지만 평론가들은 대체로 캐릭터의 발전에 긍정적으로 반응했다.

## 등장

### 텔레비전
재키는 에피소드명이기도 한 캐릭터 로즈 타일러 (빌리 파이퍼)의 30대 후반 편모로 첫 등장한다. 9대 닥터 (크리스토퍼 에클스턴)이 로즈를 살피러 재키의 아파트에 이르자 재키는 그를 유혹시키려 한다. 이후 그녀는 가게 진열창에 있는 마네킹들의 공격으로 위험에 빠지지만 로즈와 닥터가 플라스틱을 조종할 수 있는 외계 의식체를 파괴하면서 구조된다. 로즈는 닥터와 함께 시공간 여행을 시작한 뒤, 50억 년 후 미래의 한 우주정거장에서 재키에게 전화를 건다. 로즈가 런던에 돌아왔을 즈음엔 12개월이 지나 있었는데, 그 사이 1년간 재키는 실종자 찾기 운동을 조직했고 로즈의 남자친구 미키 스미스 (노엘 클라크)를 살인자로 고발했었다. 또한 그녀는 닥터가 인터넷 납치범이라고 의심한다. 그녀는 슬리딘과 싸우고 난 뒤 로즈의 새로운 생활에 관한 진실을 알게 되고, 미키가 외계인들을 물리치려 미사일 공격을 준비할 때 곁에 있게 된다. "Father's Day" 에피소드는 역시 코두리가 연기한 젊은 두 모습의 재키를 그려내고 있다. 로즈가 어린아이 (줄리아 조이스)였을 때 재키는 그녀에게 돌아가신 아빠 피트 타일러 (숀 딩월)의 소박한 이야기들을 들려주는 것으로 나온다. 로즈는 1987년으로 이동한 뒤 자기 아빠가 실패한 사업가였으며 부모님의 결혼생활은 험악했다는 것을 알게 되는데, 재키는 피트가 바람피웠다고 의심하고 그에게 이혼하자고 협박하기까지 한다. 2005년 시리즈 최종화인 "The Parting of the Ways"에서 닥터가 로즈를 지키기 위해 먼 미래에서 21세기로 돌려보낸 뒤, 재키는 로즈가 집에 돌아온 것을 기뻐한다. 로즈가 재키에게 자기 아빠와 조우했던 것을 언급하고 아빠는 포기하는 대신 무엇이라도 시도해 봤을 것이라고 상기시킨 뒤, 재키는 설득을 받아들여 로즈가 닥터를 구하러 돌아가는 것을 도와준다.
2005년 크리스마스 에피소드 "The Christmas Invasion"에서 재키는 닥터의 새로운 모습에 당황하고, 그가 재생성의 부작용을 겪자 걱정한다. 닥터가 원상태로 회복했을 때 재키는 로즈가 그와 함께 다시 여행한다는 것에 기뻐한다. "Rise of the Cybermen"와 "The Age of Steel" (2006)에서 커밀 코두리는 평행 우주판 피트 타일러의 성공 덕에 부유하고 유명해진 평행 우주판 재키를 연기했다. 이쪽 세계의 재키는 겉모습을 유지하는 데만 신경쓰는데, 자기의 결혼생활이 악화되어가고 있단 사실을 숨기고 40세가 넘은 것을 부인하는가 하면 직원인 척 하고 있던 로즈에게 말해준 것으로 그녀를 꾸짖는다. 로즈와 평행 우주판 피트는 사이버맨들이 침공할 때 애를 쓰고 그녀를 구출해내지만, 공격 도중에 그녀는 숨을 거둔다. "Love & Monsters"에서 재키는 딸 뒤편에 남겨져 왔던 것이 얼마나 힘들고 외로운지 토로한다. 관심두고 있던 로맨틱한 남자 엘튼 포프 (마크 워렌)이 오직 로즈와 닥터를 추적하기 위해서 그녀와 친구가 되었단 것을 알게 된 후, 그를 내쫓으며 닥터와 로즈를 지키는 것이 우선이라고 말한다. "Army of Ghosts"에서 재키는 본의 아니게 닥터의 타임머신에 타서 닥터가 조사를 위해 그녀를 데려간 토치우드 기관으로 가게 된다. "Doomsday"에서는 평행 우주에서 온 사이버맨들의 침공으로 인해서 우주들 간의 벽이 무너지고 재키는 평행 우주판 피트를 만나게 된다. 전쟁 중인 사이버맨들과 달렉 군대들을 격퇴한 결과 재키는 나중에 로즈도 갇히게 되는 평행 우주로 보내진다. 에필로그에서 재키는 피트와 관계를 맺고 임신중이라고 언급된다.
시리즈 4의 최종화 "Journey's End" (2008)에서 재키는 달렉들이 현실 세계를 파괴하는 일을 멈추려고 되돌아간 로즈를 찾기 위해서 미키와 함께 원래의 지구로 돌아온다. 커다란 총을 편하게 가지고 다니는 재키는 달렉 한마리를 폭파시켜 전 동행자인 사라 제인 스미스 (엘리자베스 슬레이든)을 구해낸다. 반은 인간인 유전 복제품 닥터가 달렉들을 쓸어버린 뒤, 재키는 새 닥터를 치료해줄 일을 맡게 된 로즈와 함께 평행 세계로 돌아간다. 재키와 피트는 이제 토니란 이름의 어린 아들을 뒀다는 것이 밝혀진다. 재키 타일러는 데이비드 테넌트의 마지막 이야기인 〈The End of Time〉에서 죽어가는 10대 닥터가 로즈에게 마지막 작별인사를 하러 2005년 새해의 파월 단지를 방문했을 때 카메오로 등장한다.

### 서적
Russell, Gary (2006). 《Doctor Who: The Inside Story》. BBC Books. ISBN 978-0-563-48649-7.